# Reuver
 (septembre 2018).
 (septembre 2018).
Si vous disposez d'ouvrages ou d'articles de référence ou si vous connaissez des sites web de qualité traitant du thème abordé ici, merci de compléter l'article en donnant les références utiles à sa vérifiabilité et en les liant à la section « Notes et références ».
Reuver (en limbourgeois Oppe Ruiver) est un village néerlandais situé dans la commune de Beesel, dans la province du Limbourg néerlandais à 10km de Venlo. Le 1er janvier 2007, le village comptait 6 212 habitants. Il est situé sur la rive droite de la Meuse (en Néerlandais Maas).

## Histoire
Le village trouve ses origines au Moyen-Âge, il est établi à un croisement de deux routes : la route entre Venlo et Roermond, et la route commerciale entre Anvers et Cologne. Avant cette époque, il existe déjà des habitations dispersées dans les anciens quartiers de Leeuwen et d’Offenbeek. Reuver, le plus jeune noyau de la berge Beesel et Belfeld, est mentionné pour la première fois en 1547. Reuver appartient à Ambt Montfort depuis sa création, et après 1716 à Staats-Opper-Gelre. En 1830, Reuver devient une paroisse indépendante. L'industrie de la céramique (tuiles et grès) l'a rendue plus grande que Beesel.

### Étymologie
Le nom provient de l’auberge De Rover, un nom médiéval d’oiseau de proie. Dans les actes ultérieurs, l'auberge — vraisemblablement munie d'une enseigne ornée d’un aigle — était également appelée par les voyageurs « Aquila » et « La Noire Aigle ».

## Nature et paysage

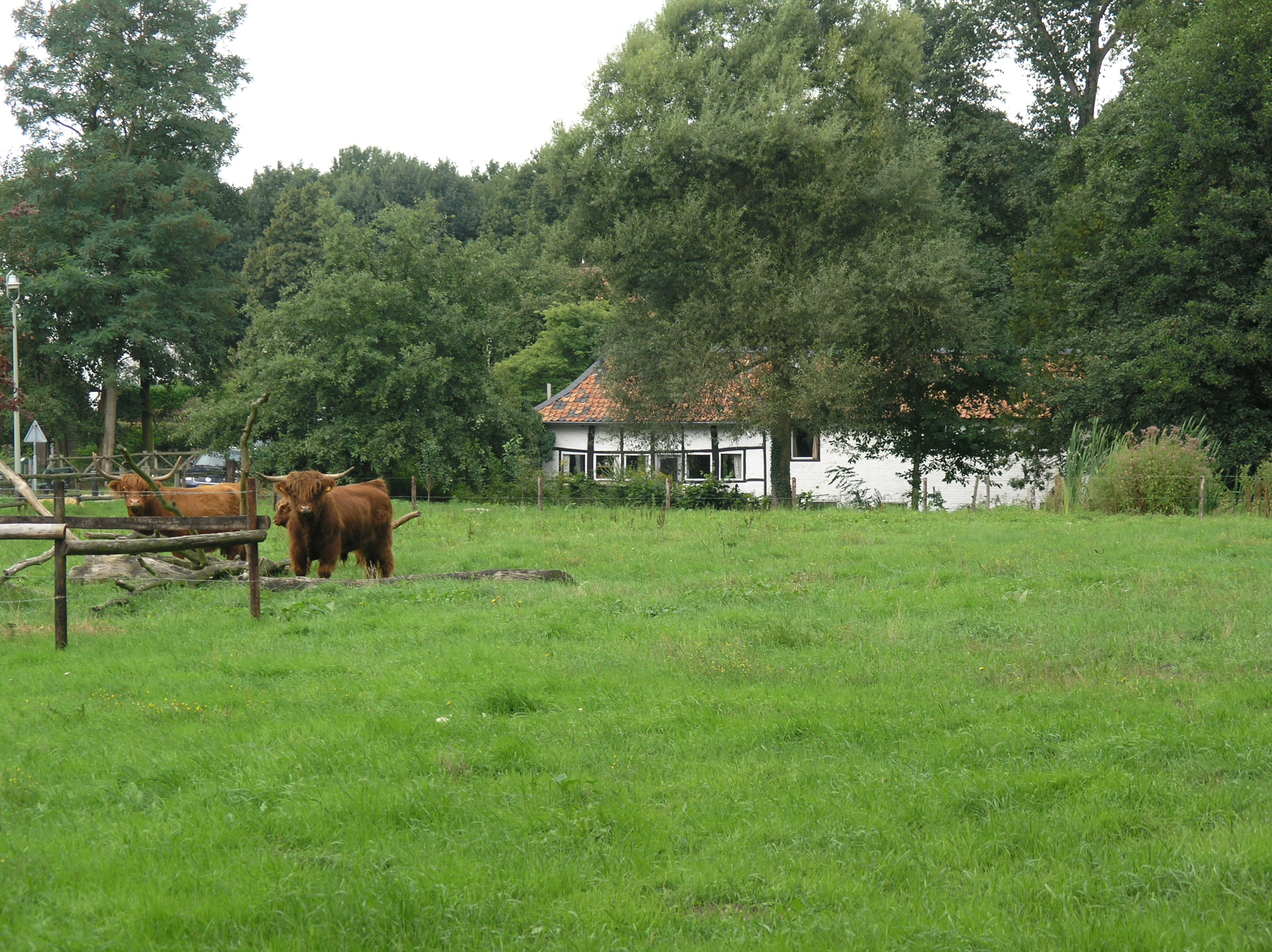
Moulin à eau de Reuver Ronkenstein.

Reuver est situé sur la partie centrale de la Meuse, à une altitude d'environ 24 à 30 mètres. Le bassin de Reuver et Offenbeek est bordé au nord par le Schelkensbeek, qui se jette dans la Meuse, et dont la vallée est occupée par des bosquet de la forêt. 
Au nord-ouest de Reuver, il subsiste encore quelques dunes (Maasveld).
À l'est, se trouve une zone agricole et horticole fragmentée et, presque immédiatement après la frontière allemande, une bordure abrupte qui délimite le bassin de la Meuse.
La Brachter Wald, une vaste forêt de plus de 60 mètres de hauteur.

## Économie
La fabrique de grès près du hameau d'Offenbeek, fondée en 1899, a été fermée au début du XXIe siècle. À Reuver, il y avait aussi la Reuverine, nommée Verfwaren-en-Japanlakfabriek, fondée en 1918 à l'adresse : Rijksweg-Noord 53. Cette usine a été construite dans une maison vers 1840, à laquelle a été ajouté en 1930 un bâtiment à toits-hangars. La résidence du directeur de cette usine, Rijksweg-Noord 51, a été construite en 1902 et conçue par Caspar Franssen.
Aujourd'hui, Reuver dispose de deux parcs d'activités : Roversheide (plus de 36 ha) et Molenveld (24 ha). Ces zones reçoivent principalement des activités légères.
Au sud-ouest de Reuver se trouve un parc de bungalows appelé De Lommerbergen.
Reuver abrite le siège de la chaîne de télé pornographique franco-néerlandaise XXL-TV.

## A voir/faire
- Parc d'attraction : Zwembad De Bercken

- L'église Saint Lambert : construite vers 1878-1880
- La chapelle Saint Lambert : construite de 1845 à 1899
- Le Rijksbeschermd (?) fait face à Ronkenstein (hameau), avec le moulin de Ronckenstein

Chaque année, le premier week-end de septembre, se tient la traditionnelle Foire de Reuver, le jour où la caserne de pompiers du Kapellerweg a été construite en 1966.

## Accessibilité
L'autoroute A73 donne accès au village depuis Venlo et Ruremonde.
Bien qu'elle soit située a 3km à l'ouest de l'Allemagne, il n'y a pas d'accès direct : il faut aller jusque Swalemen ou Tegelen.
La ville est accessible via le réseau ferroviaire.
Pour passer la Meuse, il faut passer sur les ponts de la N280 ou de la A73.
Le village de Reuver ne possède pas de port en son cœur.

Commune de Reuver
| Meuse      | Meuse           | Bolenberg |
| ---------- | --------------- | --------- |
| Beesel     | Reuver (Beesel) | Offenbeek |
| Bussereind | Offenbeek       | Offenbeek |

Commune de Reuver (rouge clair & foncé) dans la municipalité de Beesel

## Personnalités liées a la commune
- Mark Jansen : joueur de guitare et co-chanteur pour le groupe de métal Epica
- Yvonne Ntacyobatabara Basebya (1947-2016) : criminelle hollandaise et rwandaise, condamnée par un tribunal de district de La Haye pour incitation au génocide

## Galerie

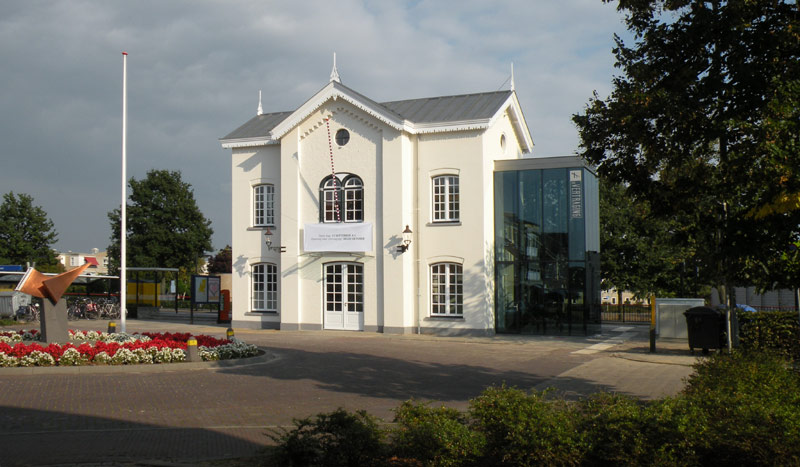
Gare de Reuver
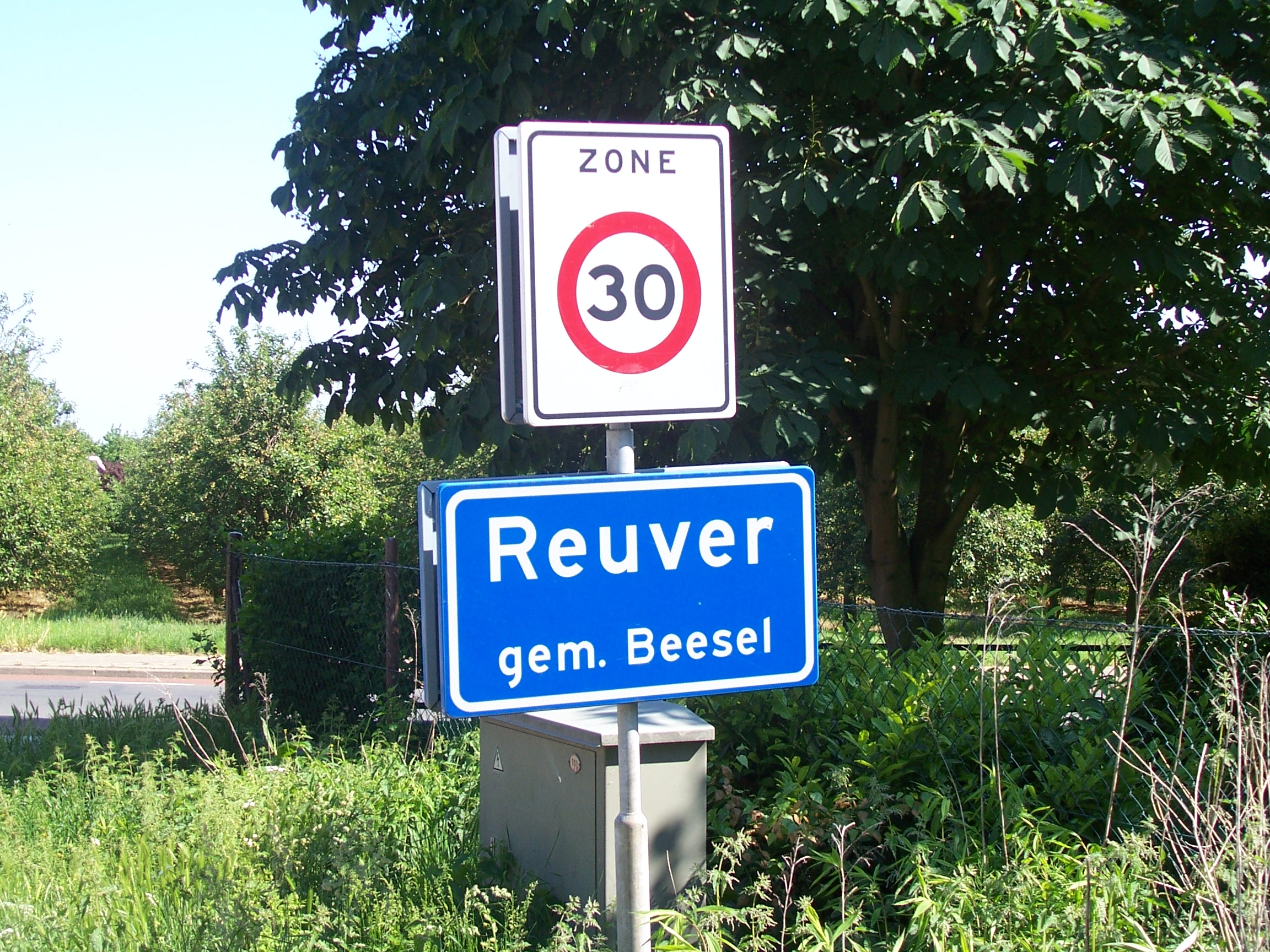
Panneau routier indiquant Reuver
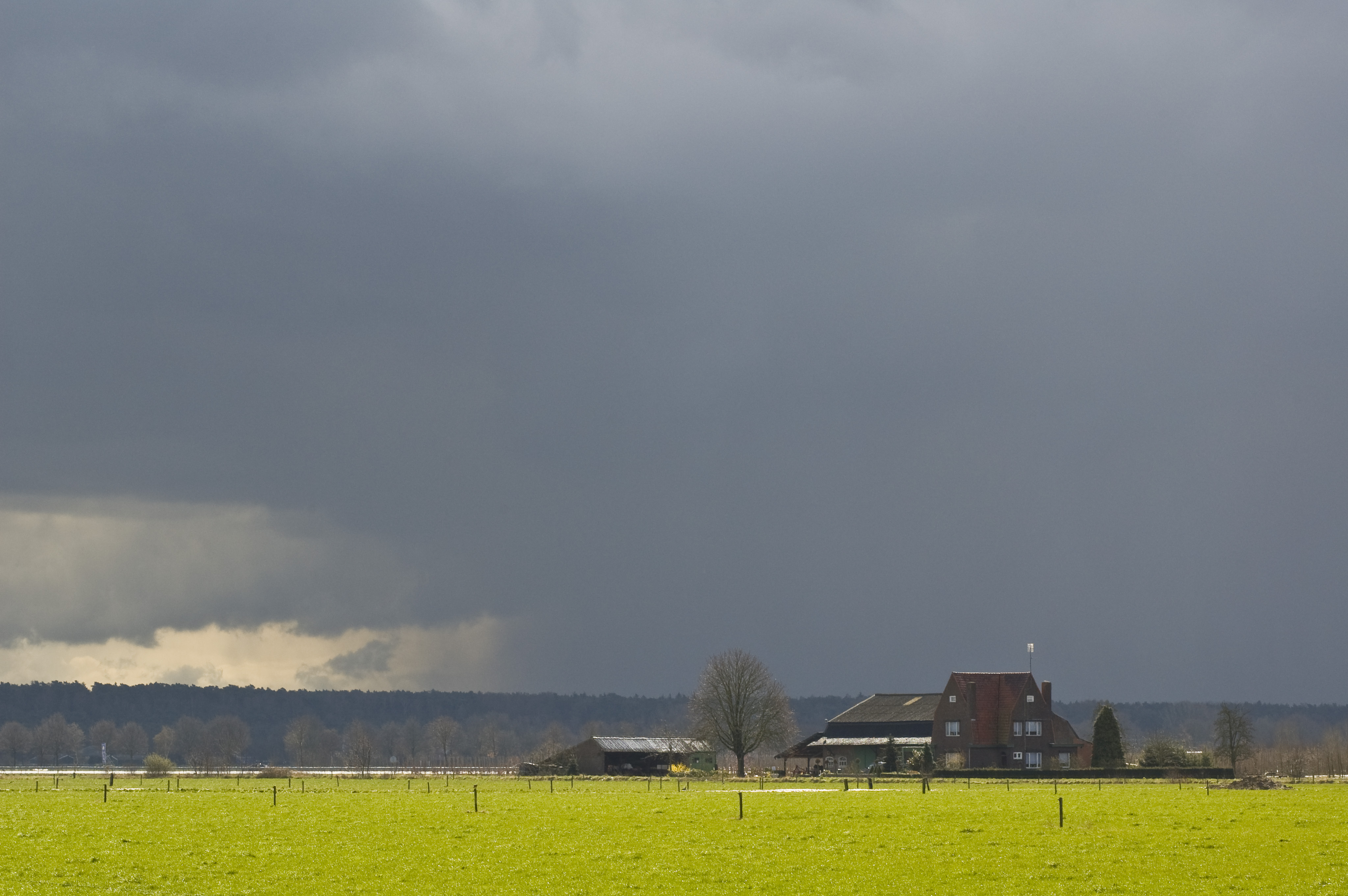
Vue sur les plaines depuis Reuver
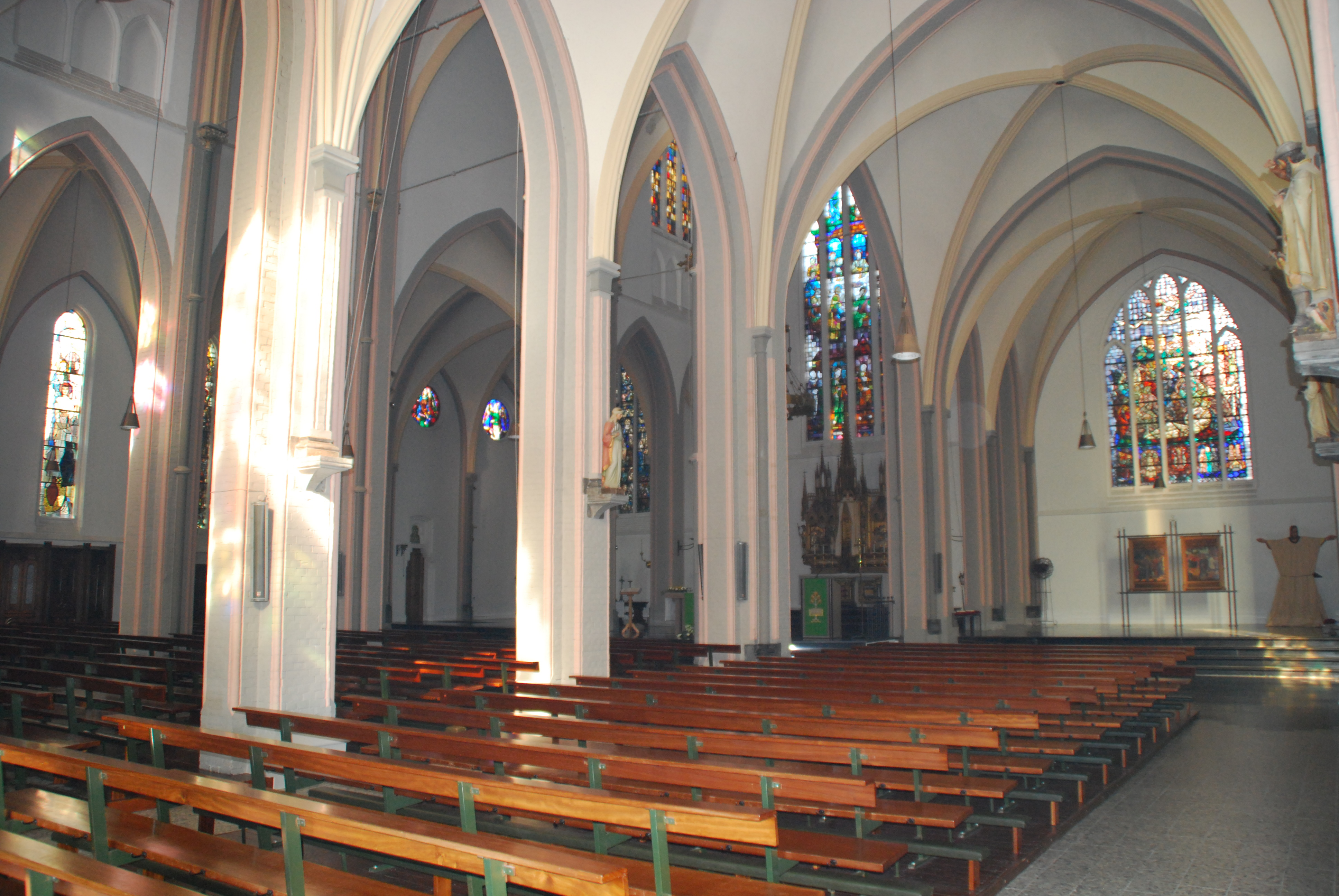
Intérieur de l'église Sainte Lambert
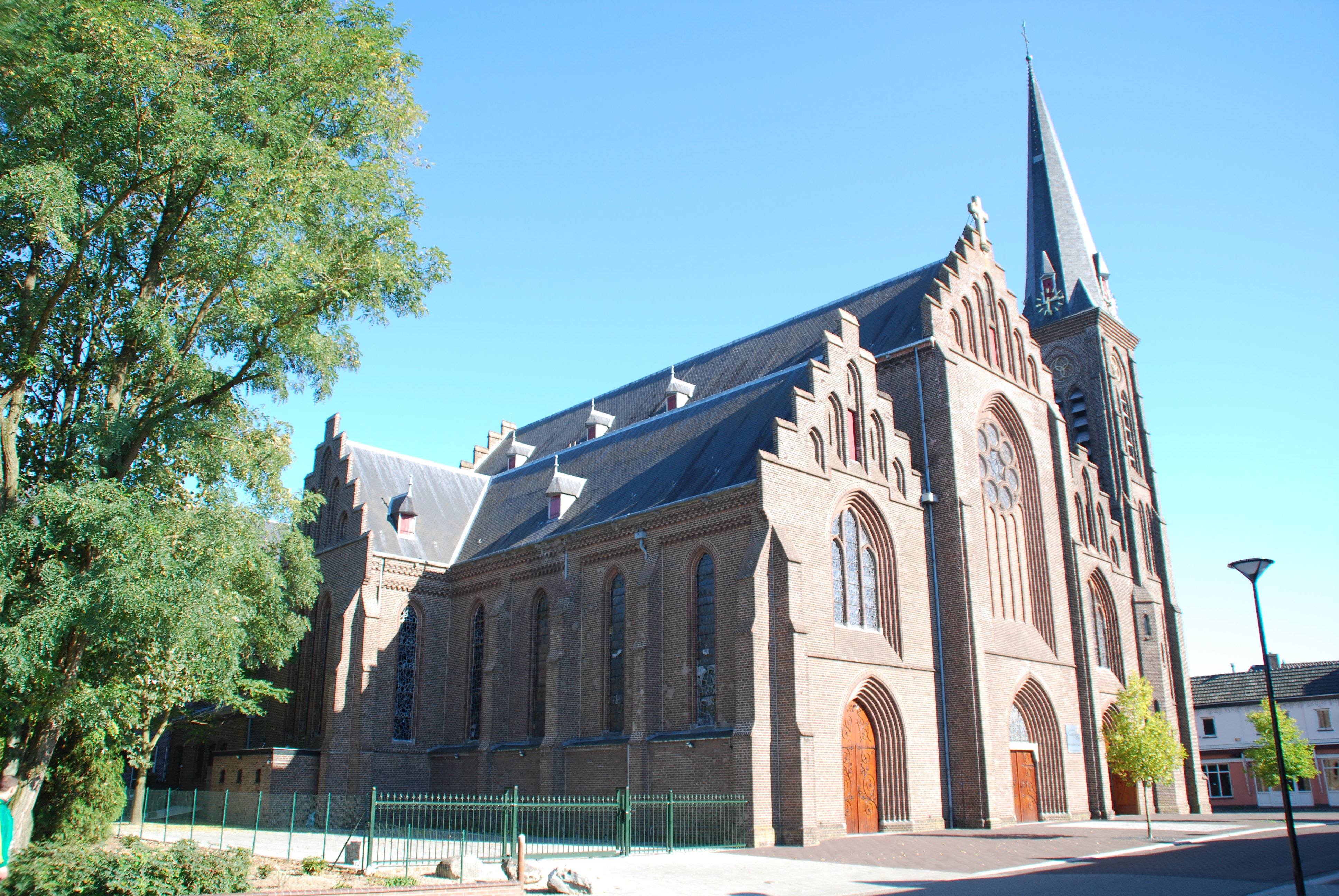
Eglise Sainte Lambert
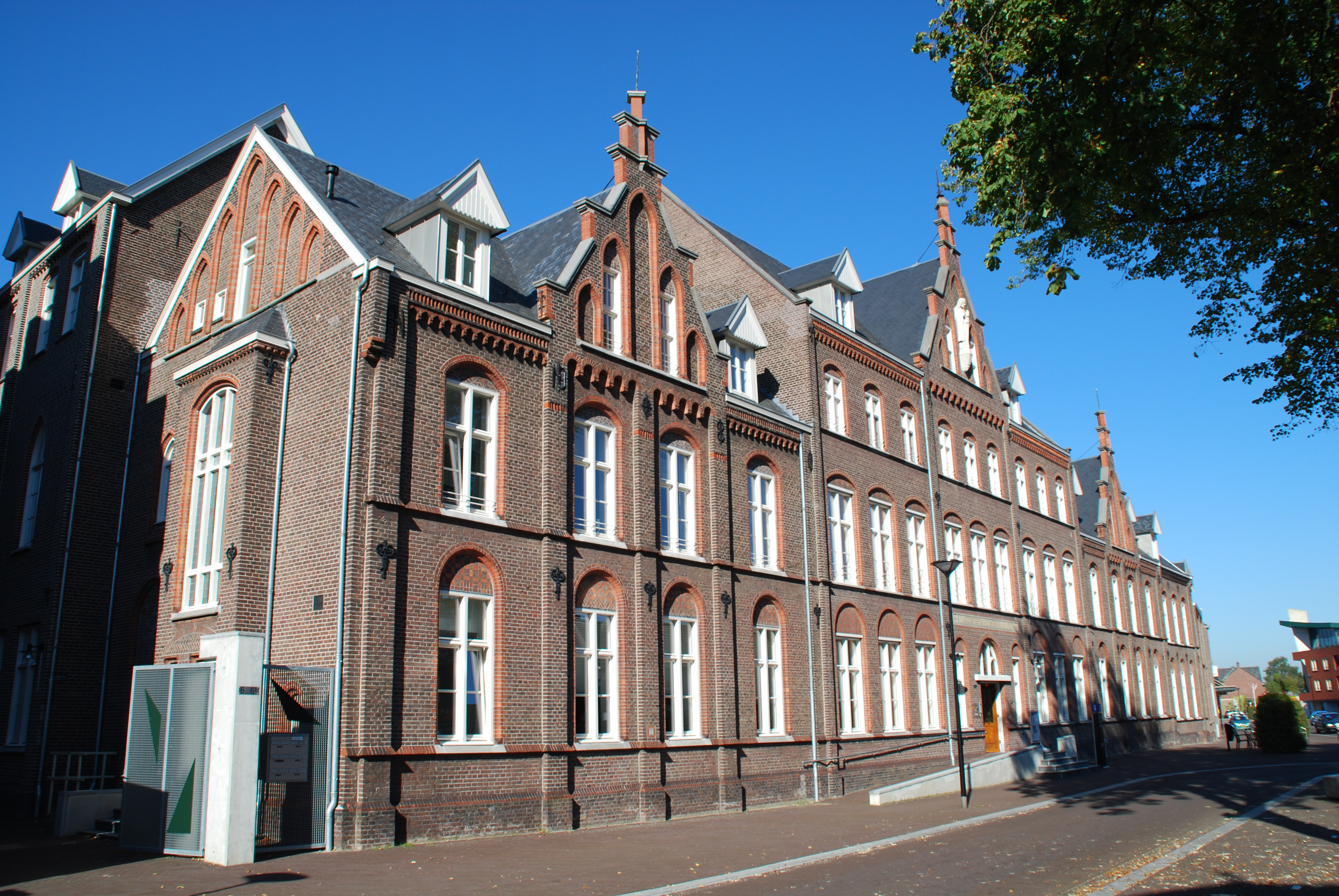
Maisons au centre de Reuver